# グランプリエンゼル
グランプリエンゼル（欧字名:Grand Prix Angel、2006年3月16日 - ）は、日本の競走馬、繁殖牝馬。主な勝ち鞍に2009年の函館スプリントステークス。
馬名の由来は、冠名＋「天使（エンゼル）」。

## 戦績

### 2008年（2歳）
7月27日、函館芝1200mの新馬戦に安藤勝己騎乗でデビューし2番人気で2着に敗れた。2戦目の函館ダート1000mの未勝利戦に引き続き安藤勝己騎乗で出走し1番人気で5着に終わったが、3戦目の札幌芝1200mの未勝利戦を柴田善臣騎乗で勝利し初勝利をあげた。しかし、昇級初戦のサフラン賞では12着に終わり休養に入った。

### 2009年（3歳）
4ヶ月ぶりのレースとなった寒桜賞では3番人気に支持されるも9着に敗れたが、次の500万下条件のダート戦を熊沢重文騎乗で10番人気ながら勝利し2勝目をあげた。続く橘ステークスも11番人気と人気は低かったが、道中を3番手につけると直線で先頭に立ち、2着のエイシンタイガーに半馬身差をつけオープン特別初勝利となった。この勝利により2週間後のNHKマイルカップに出走することになった。
NHKマイルカップでは熊沢が先に京都競馬場で騎乗依頼があったため、代わりに内田博幸を鞍上に迎えての出走となった。連勝中でここまでに3勝してはいたものの、勝ったレースが全て1200mのレースであったことや、1400mのレースで惨敗していたこともあり13番人気であった。しかし、ハイペースで逃げたゲットフルマークスから10馬身ほど離れた3番手でレースを進めると、前が残る展開も味方し猛追するマイネルエルフをクビ差抑えジョーカプチーノ、レッドスパーダに次ぐ3着に入り、3連単238万円という高配当の要因を作った。
その後2か月の休養をはさみサマースプリントシリーズ第1戦函館スプリントステークスに熊沢重文騎乗で復帰した。NHKマイルカップ3着や51kgという斤量等により未勝利戦以来の1番人気に支持され、レースではスタートしてすぐに先団につけると、残り100m辺りで先頭に立ち2着のタニノマティーニに1馬身半差をつけ重賞初勝利を飾った。この勝利は2006年産駒の古馬混合重賞初勝利であり、鞍上の熊沢にとってはテイエムプリキュアの阪神ジュベナイルフィリーズ以来の重賞勝利であった。
サマースプリントシリーズ第4戦キーンランドカップも1番人気に支持されたが、直線で伸びを欠き4位入線（モルトグランデの降着によって3着繰り上げ）に終わった。この段階でサマースプリントシリーズをカノヤザクラと並んで首位に立っており、第5戦のセントウルステークスの結果次第ではシリーズチャンピオンの可能性もあったが、スプリンターズステークスに直行することとなりシリーズチャンピオンを逃した。スプリンターズステークスでは唯一の3歳馬ながら5番人気に支持されたが、道中で脚に外傷を負うアクシデントもあり13着に敗れた。

### 2010年（4歳）
2010年の緒戦は2月7日のシルクロードステークスに出走。3番手でレースを進めたが、直線で失速し、11着であった。続くオーシャンステークスでは先手を奪うも15着だった。本番の高松宮記念でも17着に終わった。中1週で挑んだ阪神牝馬ステークスでは好位追走も直線で失速し18着と殿負けを喫した。3ヶ月間隔をおき、連覇をかけて挑んだ7月4日の函館スプリントステークスでは2番手追走も直線で失速し13着と大敗した。8月1日のUHB杯では近走の大敗続きから9番人気と人気を落としていたが、中団追走から直線で馬場のインから追い上げて3着に入った。8月28日の朱鷺ステークスでは2番人気で出走、好位中団からの追走も直線で伸び切れず4着に敗れた。10月9日のオパールステークスでは9番人気と人気はなかったが、後方待機から直線で逃げるエーシンダックマンをかわし3馬身半差をつけ1年3ヶ月ぶりの勝利を収めた。10月30日のスワンステークスでは中団から追走も直線で伸び切れず5着に敗れた。続く11月27日の京阪杯では3番人気に支持され、中団追走も失速し18着と殿負けを喫した。12月11日のラピスラズリステークスでは後方のインに位置し直線で外から追い込んでくるも届かず5着に終わった。

### 2011年（5歳）
緒戦のシルクロードステークスでは10着、続くオーシャンステークスでも13着、六甲ステークスでは折り合いに専念したが10着、阪神牝馬ステークスでは出負けして後方で追走したが7着と惨敗が続いた。ヴィクトリアマイルでは14番人気と低評価だったが、好位から脚を伸ばしてアパパネの4着と好走した。CBC賞では中団から追い上げるが4着だった。キーンランドカップでは後方追走も直線で伸び切れず8着に敗れた。信越ステークスでは好位中団から追走も4着に敗れた。京阪杯では中団から追い込んで2着と好走した。ラピスラズリステークスでは中団馬群の外めで折り合いをつけ、直線で脚を伸ばして追い込んできたがクビ差の2着。

### 2012年（6歳）
緒戦のシルクロードステークスでは好位中団から追い上げるが5着だった。オーシャンステークスでは中団待機から直線で大外から鋭く伸びて2着となった。本番の高松宮記念では中団から追い上げたが6着に敗れる。ヴィクトリアマイルでは中団追走も直線で失速し17着と大敗した。CBC賞では先団につけるも直線で伸びを欠き9着、キーンランドカップでも9着に終わった。その後も3走したがいずれも着外に終わり、12月12日付けで競走馬登録を抹消された。引退後は生まれ故郷の上村清志牧場で繁殖牝馬となる。

## 競走成績
| 年月日 | 年月日 | 年月日 | 競馬場 | 競走名             | 格      | 頭数 | オッズ （人気） | オッズ （人気） | 着順 | 騎手           | 斤量 | 距離（馬場）  | タイム （上り3F） | タイム 差 | 勝ち馬/（2着馬）       |
| 2008   | 7.     | 27     | 函館   | 2歳新馬            |         | 9    | 3.4             | 0（2人）        | 02着 | 安藤勝己       | 54   | 芝1200m（良） | 1:11.1 (36.9)     | 0.1       | アローベアタキオン     |
|        | 8.     | 9      | 函館   | 2歳未勝利          |         | 11   | 1.4             | 0（1人）        | 05着 | 安藤勝己       | 54   | ダ1000m（良） | 1:01.5 (36.8)     | 0.9       | メイショウコウセイ     |
|        | 10.    | 4      | 札幌   | 2歳未勝利          |         | 16   | 10.0            | 0（5人）        | 01着 | 柴田善臣       | 54   | 芝1200m（稍） | 1:10.6 (35.1)     | -0.4      | （アドバンスヘイロー） |
|        | 10.    | 19     | 東京   | サフラン賞         | 500万下 | 17   | 10.7            | 0（4人）        | 12着 | 松岡正海       | 54   | 芝1400m（良） | 1:22.9 (36.8)     | 1.0       | カツヨトワイニング     |
| 2009   | 2.     | 14     | 京都   | 寒桜賞             | 500万下 | 16   | 8.6             | 0（3人）        | 09着 | 藤岡佑介       | 54   | 芝1200m（重） | 1:11.7 (37.0)     | 0.6       | スパラート             |
|        | 3.     | 21     | 阪神   | 3歳500万下         |         | 16   | 31.3            | （10人）        | 01着 | 熊沢重文       | 57   | ダ1200m（良） | 1:12.2 (36.8)     | -0.1      | （メリュジーヌ）       |
|        | 4.     | 26     | 京都   | 橘S                | OP      | 16   | 38.8            | （11人）        | 01着 | 熊沢重文       | 54   | 芝1200m（重） | 1:10.6 (35.9)     | -0.1      | （エイシンタイガー）   |
|        | 5.     | 10     | 東京   | NHKマイルC         | GI      | 18   | 68.9            | （13人）        | 03着 | 内田博幸       | 55   | 芝1600m（良） | 1:33.0 (34.1)     | 0.6       | ジョーカプチーノ       |
|        | 7.     | 5      | 札幌   | 函館スプリントS    | GIII    | 16   | 4.1             | 0（1人）        | 01着 | 熊沢重文       | 51   | 芝1200m（良） | 1:08.5 (34.4)     | -0.2      | （タニノマティーニ）   |
|        | 8.     | 30     | 札幌   | キーンランドC      | GIII    | 16   | 2.4             | 0（1人）        | 03着 | 熊沢重文       | 51   | 芝1200m（良） | 1:08.9 (34.5)     | 0.5       | ビービーガルダン       |
|        | 10.    | 4      | 中山   | スプリンターズS    | GI      | 16   | 10.1            | 0（5人）        | 13着 | 熊沢重文       | 53   | 芝1200m（良） | 1:08.0 (34.5)     | 0.5       | ローレルゲレイロ       |
| 2010   | 2.     | 7      | 京都   | シルクロードS      | GIII    | 16   | 18.6            | 0（8人）        | 11着 | 岩田康誠       | 55   | 芝1200m（良） | 1:09.0 (34.3)     | 0.9       | アルティマトゥーレ     |
|        | 3.     | 6      | 中山   | オーシャンS        | GIII    | 16   | 15.6            | 0（6人）        | 15着 | 熊沢重文       | 55   | 芝1200m（重） | 1:10.6 (37.1)     | 0.8       | キンシャサノキセキ     |
|        | 3.     | 28     | 中京   | 高松宮記念         | GI      | 18   | 140.9           | （18人）        | 17着 | 熊沢重文       | 55   | 芝1200m（良） | 1:09.6 (35.7)     | 1.0       | キンシャサノキセキ     |
|        | 4.     | 10     | 阪神   | 阪神牝馬S          | GII     | 18   | 78.9            | （13人）        | 18着 | 熊沢重文       | 55   | 芝1400m（良） | 1:22.2 (36.4)     | 2.0       | アイアムカミノマゴ     |
|        | 7.     | 4      | 函館   | 函館スプリントS    | GIII    | 15   | 28.8            | 0（9人）        | 13着 | 四位洋文       | 54   | 芝1200m（良） | 1:10.2 (37.0)     | 2.0       | ワンカラット           |
|        | 8.     | 1      | 函館   | UHB杯              | OP      | 12   | 20.8            | 0（9人）        | 03着 | 藤岡佑介       | 54   | 芝1200m（良） | 1:10.0 (35.2)     | 0.2       | ウエスタンビーナス     |
|        | 8.     | 28     | 新潟   | 朱鷺S              | OP      | 14   | 6.4             | 0（2人）        | 04着 | 松岡正海       | 53   | 芝1400m（良） | 1:21.4 (34.9)     | 0.2       | コパノオーシャンズ     |
|        | 10.    | 9      | 京都   | オパールS          | OP      | 18   | 16.8            | 0（9人）        | 01着 | 藤岡佑介       | 53   | 芝1200m（不） | 1:09.6 (34.4)     | -0.6      | （エーシンダックマン） |
|        | 10.    | 30     | 京都   | スワンS            | GII     | 14   | 5.6             | 0（2人）        | 05着 | 藤岡佑介       | 55   | 芝1400m（良） | 1:21.5 (34.3)     | 0.5       | マルカフェニックス     |
|        | 11.    | 27     | 京都   | 京阪杯             | GIII    | 18   | 9.1             | 0（3人）        | 18着 | M.デムーロ     | 54   | 芝1200m（良） | 1:09.6 (35.1)     | 1.6       | スプリングソング       |
|        | 12.    | 11     | 中山   | ラピスラズリS      | OP      | 14   | 14.4            | 0（5人）        | 05着 | 吉田稔         | 54   | 芝1200m（良） | 1:07.7 (33.3)     | 0.4       | ジョーカプチーノ       |
| 2011   | 1.     | 29     | 京都   | シルクロードS      | GIII    | 16   | 36.2            | （11人）        | 10着 | 藤岡佑介       | 54   | 芝1200m（良） | 1:08.8 (32.7)     | 0.6       | ジョーカプチーノ       |
|        | 3.     | 5      | 中山   | オーシャンS        | GIII    | 16   | 57.0            | （11人）        | 13着 | 松岡正海       | 54   | 芝1200m（良） | 1:09.0 (34.6)     | 1.2       | ダッシャーゴーゴー     |
|        | 3.     | 26     | 阪神   | 六甲S              | OP      | 18   | 21.4            | 0（8人）        | 10着 | 三浦皇成       | 54   | 芝1600m（良） | 1:34.7 (34.4)     | 0.7       | ロードバリオス         |
|        | 4.     | 9      | 阪神   | 阪神牝馬S          | GII     | 18   | 24.2            | （10人）        | 07着 | 武豊           | 55   | 芝1400m（良） | 1:21.3 (34.5)     | 0.9       | カレンチャン           |
|        | 5.     | 15     | 東京   | ヴィクトリアマイル | GI      | 17   | 126.2           | （14人）        | 04着 | C.ウィリアムズ | 55   | 芝1600m（良） | 1:32.2 (35.0)     | 0.3       | アパパネ               |
|        | 6.     | 12     | 阪神   | CBC賞              | GIII    | 16   | 9.1             | 0（5人）        | 04着 | C.ウィリアムズ | 54   | 芝1200m（良） | 1:08.4 (34.0)     | 0.3       | ダッシャーゴーゴー     |
|        | 8.     | 28     | 札幌   | キーンランドC      | GIII    | 16   | 19.5            | 0（5人）        | 08着 | 藤岡佑介       | 54   | 芝1200m（良） | 1:09.4 (35.3)     | 0.8       | カレンチャン           |
|        | 10.    | 23     | 新潟   | 信越S              | OP      | 16   | 5.9             | 0（3人）        | 04着 | 丸田恭介       | 54   | 芝1200m（良） | 1:09.4 (34.6)     | 0.1       | ブルーミンバー         |
|        | 11.    | 26     | 京都   | 京阪杯             | GIII    | 15   | 15.5            | 0（3人）        | 02着 | C.ウィリアムズ | 54   | 芝1200m（良） | 1:08.3 (33.2)     | 0.2       | ロードカナロア         |
|        | 12.    | 10     | 中山   | ラピスラズリS      | OP      | 14   | 4.3             | 0（1人）        | 02着 | 吉田豊         | 55   | 芝1200m（稍） | 1:07.9 (33.8)     | 0.0       | ブルーミンバー         |
| 2012   | 1.     | 28     | 京都   | シルクロードS      | GIII    | 16   | 19.5            | 0（5人）        | 05着 | 藤岡佑介       | 54   | 芝1200m（良） | 1:08.7 (34.1)     | 0.4       | ロードカナロア         |
|        | 3.     | 3      | 中山   | オーシャンS        | GIII    | 16   | 54.0            | 0（5人）        | 02着 | 三浦皇成       | 54   | 芝1200m（重） | 1:09.3 (35.3)     | 0.1       | ワンカラット           |
|        | 3.     | 25     | 中京   | 高松宮記念         | GI      | 18   | 28.5            | 0（9人）        | 06着 | 藤岡佑介       | 55   | 芝1200m（良） | 1:10.6 (35.1)     | 0.3       | カレンチャン           |
|        | 5.     | 13     | 東京   | ヴィクトリアマイル | GI      | 18   | 53.4            | （12人）        | 17着 | 三浦皇成       | 55   | 芝1600m（良） | 1:33.9 (34.9)     | 1.5       | ホエールキャプチャ     |
|        | 7.     | 1      | 中京   | CBC賞              | GIII    | 17   | 5.4             | 0（3人）        | 09着 | 幸英明         | 54   | 芝1200m（重） | 1:09.6 (35.5)     | 0.9       | マジンプロスパー       |
|        | 8.     | 26     | 札幌   | キーンランドC      | GIII    | 14   | 30.1            | 0（8人）        | 09着 | 藤岡佑介       | 54   | 芝1200m（良） | 1:08.3 (34.1)     | 0.7       | パドトロワ             |
|        | 10.    | 14     | 新潟   | 信越S              | OP      | 16   | 22.6            | 0（9人）        | 11着 | 川須栄彦       | 54   | 芝1400m（良） | 1:20.8 (34.6)     | 0.8       | ファイアーフロート     |
|        | 11.    | 24     | 京都   | 京阪杯             | GIII    | 18   | 57.7            | （15人）        | 08着 | 川須栄彦       | 54   | 芝1200m（良） | 1:08.8 (34.1)     | 0.3       | ハクサンムーン         |
|        | 12.    | 9      | 中山   | カペラS            | GIII    | 16   | 30.9            | 0（9人）        | 12着 | 田辺裕信       | 54   | ダ1200m（良） | 1:11.7 (36.4)     | 0.9       | シルクフォーチュン     |

## 繁殖成績
|       | 馬名                     | 生年   | 毛色   | 父                 | 性 | 馬主                                     | 厩舎                                           | 戦績                  |
| ----- | ------------------------ | ------ | ------ | ------------------ | -- | ---------------------------------------- | ---------------------------------------------- | --------------------- |
| 初仔  | ジュウニンノナカマ       | 2014年 | 栗毛   | キングズベスト     | 牝 | キャピタル・システム                     | 栗東・矢作芳人                                 | 7戦0勝（引退・繁殖）  |
| 第2仔 | モズレジーナ             | 2016年 | 鹿毛   | ロードカナロア     | 牝 | キャピタル・システム                     | 栗東・矢作芳人                                 | 29戦3勝（引退・繁殖） |
| 第3仔 | モズピンポン             | 2017年 | 栗毛   | グランプリボス     | 牡 | キャピタル・システム →鈴木昌樹           | 栗東・矢作芳人 →小林・福田真広 →浦和・小澤宏次 | 38戦3勝（引退）       |
| 第4仔 | モズエヴォルエ           | 2019年 | 鹿毛   | ハービンジャー     | 牝 | キャピタル・システム                     | 栗東・矢作芳人                                 | （未出走）            |
| 第5仔 | モズミヤビ               | 2020年 | 栗毛   | マクフィ           | 牝 | キャピタル・システム →北側雅司           | 栗東・矢作芳人 →園田・新子雅司                 | 10戦1勝（引退）       |
| 第6仔 | モズセブンキー           | 2021年 | 黒鹿毛 | ジャングルポケット | 牝 | キャピタル・システム →Ｉレーシング（株） | 栗東・矢作芳人 →水沢・佐藤祐司                 | 3戦0勝（現引退）      |
| 第7仔 | モズナナスター           | 2022年 | 栗毛   | モズアスコット     | 牝 | キャピタル・システム                     | 栗東・矢作芳人                                 | 10戦1勝（現役）       |
| 第8仔 | モズプリフォール         | 2023年 | 栗毛   | モズアスコット     | 牡 | キャピタル・システム                     | 栗東・矢作芳人                                 | （デビュー前）        |
| 第9仔 | グランプリエンゼルの2024 | 2024年 | 栗毛   | モズアスコット     | 牝 |                                          |                                                |                       |

- 2025年4月18日現在

## 血統表
| グランプリエンゼルの血統      | グランプリエンゼルの血統                  | グランプリエンゼルの血統      | （血統表の出典）              | （血統表の出典） |
| 父系                          | Mr. Prospector系                          | Mr. Prospector系              | Mr. Prospector系              |                  |
| 父 アグネスデジタル 1997 栗毛 | 父の父Crafty Prospector 1979              | Mr. Prospector 1970           | Raise a Native                | Raise a Native   |
| 父 アグネスデジタル 1997 栗毛 | 父の父Crafty Prospector 1979              | Mr. Prospector 1970           | Gold Digger                   |                  |
| 父 アグネスデジタル 1997 栗毛 | 父の父Crafty Prospector 1979              | Real Crafty Lady 1975         | In Reality                    | In Reality       |
| 父 アグネスデジタル 1997 栗毛 | 父の父Crafty Prospector 1979              | Real Crafty Lady 1975         | Princess Roycraft             |                  |
| 父 アグネスデジタル 1997 栗毛 | 父の母Chancey Squaw 1991                  | Chief's Crown 1982            | Danzig                        | Danzig           |
| 父 アグネスデジタル 1997 栗毛 | 父の母Chancey Squaw 1991                  | Chief's Crown 1982            | Six Crowns                    |                  |
| 父 アグネスデジタル 1997 栗毛 | 父の母Chancey Squaw 1991                  | Allicance 1980                | Alleged                       | Alleged          |
| 父 アグネスデジタル 1997 栗毛 | 父の母Chancey Squaw 1991                  | Allicance 1980                | Runaway Bride                 |                  |
| 母 アンダンテ 1994 栗毛       | 母の父サンデーサイレンス 1986 青鹿毛 米国 | Halo 1969                     | Hail to Reason                | Hail to Reason   |
| 母 アンダンテ 1994 栗毛       | 母の父サンデーサイレンス 1986 青鹿毛 米国 | Halo 1969                     | Cosmah                        |                  |
| 母 アンダンテ 1994 栗毛       | 母の父サンデーサイレンス 1986 青鹿毛 米国 | Wishing Well 1975             | Understanding                 | Understanding    |
| 母 アンダンテ 1994 栗毛       | 母の父サンデーサイレンス 1986 青鹿毛 米国 | Wishing Well 1975             | Mountain Flower               |                  |
| 母 アンダンテ 1994 栗毛       | 母の母ダイナプレリュード 1983 栗毛        | ノーザンテースト 1971 栗毛    | Northern Dancer               | Northern Dancer  |
| 母 アンダンテ 1994 栗毛       | 母の母ダイナプレリュード 1983 栗毛        | ノーザンテースト 1971 栗毛    | Lady Victoria                 |                  |
| 母 アンダンテ 1994 栗毛       | 母の母ダイナプレリュード 1983 栗毛        | ダイナリーズン 1979 鹿毛      | パーソロン                    | パーソロン       |
| 母 アンダンテ 1994 栗毛       | 母の母ダイナプレリュード 1983 栗毛        | ダイナリーズン 1979 鹿毛      | シャダイリーズン              |                  |
| 母系(F-No.)                   | (FN:22-b)                                 | (FN:22-b)                     | (FN:22-b)                     |                  |
| 5代内の近親交配               | Northern Dancer 5 x 4 = 9.38%             | Northern Dancer 5 x 4 = 9.38% | Northern Dancer 5 x 4 = 9.38% |                  |